# 新潟郵便局
新潟郵便局（にいがたゆうびんきょく）は、新潟県見附市にある一般客向け窓口、ATMを持たないタイプの郵便局（地域区分局）である。

## 所在地
- 新潟県見附市新幸町2-1（新潟県中部産業団地内）

## 概要
新潟県内で集配される郵便物およびゆうパックの区分業務を行う地域区分局として、2017年5月4日に開設された。
県全域の配達物を扱う拠点として名称は新潟郵便局とし、新潟県の中央に位置する県央地区に設置された。
県内外で集荷された配達物はすべて新潟郵便局を経由し、改めて各地に輸送される。
このため仕分け業務のみを行い、一般向けのゆうゆう窓口やATMは置いていない。
開局に伴い長岡郵便局（長岡市）および新潟中央郵便局（新潟市）の区分業務はすべて新潟郵便局が引き継いでいる。
建物は北陸自動車道の中之島見附ICの東に位置する。

## 沿革
- 2017年（平成29年）5月4日 - 新潟郵便局として開局[1]。長岡郵便局から新潟県上越地方、中越地方南西部（郵便番号上2桁が94の地域）の区分業務を移管。
- 2017年（平成29年）6月19日 - 新潟中央郵便局から新潟県中越地方北東部、下越地方、佐渡地方（郵便番号上2桁が95の地域）の区分業務を移管。

## 取扱業務
- 新潟県（郵便番号上2桁が94および95の地域）の区分業務[1]